# Diana Visconti
Diana Visconti (Pisa, ... – Giudicato di Arborea, 1237) è stata una nobile pisana, prima moglie del giudice Pietro II di Arborea.

## Biografia
Figlia primogenita femmina di Ubaldo Visconti, podestà di Pisa dal 1215 al 1217 e della sua consorte Contessa Burgundione, fu sorella del futuro giudice di Gallura Giovanni. Nel 1222, in virtù del desiderio del padre di consolidare i legami già forti con gli stati sardi, fu data in sposa al giudice d'Arborea e visconte di Bas, Pietro II. Si sa fosse ancora in vita nel 1228, quando insieme al marito faceva dono di vaste proprietà ai benedettini del convento oristanese di San Martino. Risultava già deceduta nel 1237, quando, si evince da un documento, Pietro II era coniugato con una certa Sardinia, la quale gli avrebbe dato il figlio Mariano.